# Wyspy Solor
Wyspy Solor (indonez. Kepulauan Solor) – archipelag w Indonezji pomiędzy morzem Banda (na północy) i morzem Sawu (na południu), na wschód od wyspy Flores i na zachód od wysp Alor; należy do Małych Wysp Sundajskich. Administracyjnie należy do prowincji Małe Wyspy Sundajskie Wschodnie.
Powierzchnia 2082 km²; ok. 160 tys. mieszkańców. Największe wyspy: Lembata, Adonara, Solor. Powierzchnia górzysta, najwyższy szczyt Ili Boleng 1659 m; czynne wulkany; roślinność wtórna (uprawy, lasy, i zbiorowiska trawiaste).
Uprawa gł. ryżu, kukurydzy i palmy kokosowej; rybołówstwo.